# جیمیسون (اورگن)
جیمیسون (به انگلیسی: Jamieson) یک منطقهٔ مسکونی در ایالات متحده آمریکا است که در شهرستان مالهور، اورگن واقع شده‌است. جیمیسون ۷۶۲٫۰۱ متر بالاتر از سطح دریا واقع شده‌است.